# Al mondo/Principessa di turno
Al mondo/Principessa di turno è un singolo di Mia Martini, pubblicato nel 1975.

## Brani

### Al mondo
Sul finire del 1974, Mia Martini registra il suo primo special televisivo, con la regia di Enzo Trapani, intitolato Mia - Incontro con Mia Martini, andato in onda in prima serata sul Programma Nazionale il 6 febbraio 1975. 
In questa occasione la cantante calabrese presenta per la prima volta il singolo Al mondo, scritto da Damiano Dattoli, ex bassista del gruppo Flora, Fauna e Cemento e Luigi Albertelli. 
Il brano segna un nuovo capitolo nella carriera di Mia Martini: il suo repertorio diventa sempre più raffinato e scelto con molta più cura. Cambiano inoltre le sonorità: le tastiere vengono sostituite da chitarre e archi e la scelta di nuovi musicisti. La stessa Mia Martini contribuisce agli arrangiamenti e, fra i musicisti che partecipano, vi è un ancora sconosciuto Umberto Tozzi, presente nei cori della canzone. 
Il testo consegna al mercato discografico una Mia Martini nuova e più matura nella concezione dell'amore, descritto come stimolo al coraggio del vivere e del resistere insieme. La protagonista si rivolge all'uomo che ama. Lui l'ha arricchita, l'ha completata, le ha insegnato, nell'atto d'amore, a sentirsi viva, a capire il bene e il male, il pianto e l'allegria..

### Principessa di turno
Il brano, con testo a cura di Maurizio Piccoli, affronta il tema, abbastanza censurato all'epoca, del tradimento. Presentata assieme a Al mondo nella trasmissione televisiva Caravella dei successi, Principessa di turno viene tagliata durante la fase di montaggio

## Successo e classifiche
Grazie ad un'abbondante promozione radio-televisiva, Al mondo registra un'ottima entrata nella Hit Parade, stazionando tra le prime 20 posizioni dei dischi più venduti tra i mesi di marzo e aprile.

### Classifiche
| Classifica (1975) | Posizione massima | Posizione annuale |
| ----------------- | ----------------- | ----------------- |
| Italia            | 10                | 57                |

## Tracce
Lato A
1. Al mondo – 5:12 (testo: Luigi Albertelli – musica: Damiano Dattoli)

Lato B
1. Principessa di turno – 3:45 (testo: Maurizio Piccoli – musica: Bruno Tavernese)